# Akermes xylosma
Akermes xylosma är en insektsart som beskrevs av Granara de Willink 1999. Akermes xylosma ingår i släktet Akermes och familjen skålsköldlöss. Inga underarter finns listade i Catalogue of Life.